# C’est Universal
C’est Universal prvi je studijski album zagrebačkog funk sastava The Bastardz. Album je 1996. godine objavila diskografska kuća Croatia Records.

## O albumu
The Bastardz je svojim prvim EP-em i velikim hitom "Tvoja ljubav" odnosno engleskom verzijom te skladbe "Your Love", pobudio veliki interes hrvatske glazbene scene što je bio odličan uvod za objavljivanje prvog studijskog albuma. Materijal za novi album sniman je u Amsterdamu, studio Master Factory tijekom ljeta i jeseni 1996. godine. Osim već od ranije poznatih hitova, na albumu se nalaze još neke uspješnice kao sto su "Disco", "Ritam Ljubavi" te "Luda zbog tebe". Snimljeni su vrlo zanimljivi spotovi u režiji Radislava Jovanova - Gonza u New Yorku i New Jerseyu.

## Popis pjesama
| Br. | Skladba                  | Autor                      | Trajanje |
| --- | ------------------------ | -------------------------- | -------- |
| 1.  | »Disco«                  | Zoran Jaeger/Helena Bastić | 5:31     |
| 2.  | »Ritam ljubavi«          | Zoran Jaeger               | 5:51     |
| 3.  | »Tvoja ljubav«           | Zoran Jaeger/Helena Bastić | 4:34     |
| 4.  | »Tell Me«                | Zoran Jaeger               | 3:58     |
| 5.  | »Blues 4 U«              | Zoran Jaeger               | 4:12     |
| 6.  | »Sve je dobro kad si tu« | Zoran Jaeger/Helena Bastić | 4:26     |
| 7.  | »It's Universal«         | Zoran Jaeger/Helena Bastić | 4:50     |
| 8.  | »The Funky Train«        | Zoran Jaeger               | 5:10     |
| 9.  | »Luda zbog tebe«         | Zoran Jaeger/Helena Bastić | 4:04     |
| 10. | »Sve do beskraja«        | Zoran Jaeger/Helena Bastić | 5:57     |

## Izvođači
- Helena Bastić (Lady Miss Helena) – prvi vokal, prateći vokali, klavijature, usna harmonika, lažni francuski i arapski
- Zoran Jaeger (Jex) – električna gitara, akustična gitara, klavijature, prateći vokali, repanje
- Gojko Tomljanović – klavijature u skladbama 3, 7, prateći vokal u skladbi 7
- Srđan Dedić – klavijature u skladbi 6
- Alen Svetopetrić (Alien) – bas-gitara u skladbama 1, 2, 4, 5, 6, 8, 9, 10, prateći vokal u skladbi 2
- Zvonimir Bučević (Mr. Butch) – bas-gitara u skladbama 3, 7
- Krunoslav Levačić – bubnjevi u skladbama 3, 7
- Davorin Ilić – tamburin u skladbi 3

### Produkcija
- Producenti - Zoran Jaeger, Helena Bastić, Alen Svetopetrić, The Bastardz
- Aranžmani - Zoran Jaeger, Helena Bastić, The Bastardz
- Studio - Master Factory, Amsterdam, Nizozemska, Trooly, Zagreb, Hrvatska, listopad 1995.g. (3,7)
- Ton majstori - Cyberfit – Miro T. i Zorko O., Davorin Ilić, skladbe 3 i 7
- Mastering - Master Factory, Cyberfit & Alien, Gama studio, Mario Pulek, 1995., skladbe 3 i 7
- Fotografija (usta na naslovnici): Walter
- Kolaž fotografije iz spotova: Radislav Jovanov Gonzo
- Logo The Bastardz: Zoran Jaeger
- Dizajn omota: Helena Bastić i BITArt